# ليك جنيف
ليك جنيف (ويسكونسن) (بالإنجليزية: Lake Geneva, Wisconsin)‏ هي بلدة و مدينة من الدرجة الرابعة تقع في الولايات المتحدة في مقاطعة والورث (ويسكونسن). يقدر عدد سكانها بـ 7,651 نسمة ومساحتها 16.96 كم2 وترتفع عن سطح البحر 268 متر.

## التركيبة السكانية
قام مكتب تعداد الولايات المتحدة بتحديد بيانات التركيبة السكانية لليك جنيففي تعداد الولايات المتحدة. في ما يلي، التركيبة السكانية حسب تعدادي 2000 و2010.

### تعداد عام 2000
بلغ عدد سكان ليك جنيف 7,148 نسمة بحسب تعداد عام 2000، وبلغ عدد الأسر 3,053 أسرة وعدد العائلات 1,801 عائلة مقيمة في المدينة. في حين سجلت الكثافة السكانية 1,425.1 نسمة لكل ميل مربع (550.2/كم2). وبلغ عدد الوحدات السكنية 3,757 وحدة بمتوسط كثافة قدره 749.0 نسمة لكل ميل مربع (289.2/كم2).
وتوزع التركيب العرقي للمدينة بنسبة 90.81% من البيض و 0.11% من الأمريكيين الأصليين و 1.08% من الأمريكيين ذوي الأصول الآسيوية و 0.06% من سكان جزر المحيط الهادئ و 0.90% من الأمريكيين الأفارقة و 1.89% من عرقين مختلطين أو أكثر.
بلغ عدد الأسر 3,053 أسرة كانت نسبة 27.8% منها لديها أطفال تحت سن الثامنة عشر تعيش معهم، وبلغت نسبة الأزواج القاطنين مع بعضهم البعض 45.1% من أصل المجموع الكلي للأسر، ونسبة 9.8% من الأسر كان لديها معيلات من الإناث دون وجود شريك، وكانت نسبة 41.0% من غير العائلات. تألفت نسبة 33.0% من أصل جميع الأسر من أفراد ونسبة 12.8% كانوا يعيش معهم شخص وحيد يبلغ من العمر 65 عاماً فما فوق. وبلغ متوسط حجم الأسرة المعيشية 3.01، أما متوسط حجم العائلات فبلغ 2.33.
بلغ العمر الوسطي للسكان 36 عاماً. وكانت نسبة 23.0% من القاطنين تحت سن الثامنة عشر، وكانت نسبة 9.8% بين الثامنة عشر والأربعة وعشرون عاماً، ونسبة 29.9% كانت واقعةً في الفئة العمرية ما بين الخامسة والعشرون حتى والأربعة وأربعون عاماً، ونسبة 22.4% كانت ما بين الخامسة والأربعون حتى الرابعة والستون، ونسبة 15.0% كانت ضمن فئة الخامسة والستون عاماً فما فوق. يوجد لكل 100 أنثى 94.8 ذكر، ويوجد لكل 100 أنثى في الثامنة عشر من عمرها فما فوق 92.6 ذكر.
بلغ متوسط دخل الأسرة في المدينة 40,924 دولار، أما متوسط دخل العائلة فبلغ 54,543 دولار. وكان متوسط دخل الذكور 38,930 دولار مقابل 25,671 دولار للإناث. وسجل دخل الفرد الخاص بالمدينة 21,536 دولار. وكانت نسبة 4.7% من العائلات ونسبة 7.2% من السكان تحت خط الفقر، وكان من هؤلاء نسبة 9.0% تحت سن الثامنة عشر ونسبة 5.5% في الخامسة والستين من العمر وما فوق.

### تعداد عام 2010
بلغ عدد سكان ليك جنيف 7,651 نسمة بحسب تعداد عام 2010، وبلغ عدد الأسر 3,323 أسرة وعدد العائلات 1,879 عائلة مقيمة في المدينة. في حين سجلت الكثافة السكانية 1,169.9 نسمة لكل ميل مربع (451.7/كم2). وبلغ عدد الوحدات السكنية 4,225 وحدة بمتوسط كثافة قدره 646.0 لكل ميل مربع (249.4/كم2).
وتوزع التركيب العرقي للمدينة بنسبة 87.6% من البيض و 0.2% من الأمريكيين الأصليين و 1.5% من الأمريكيين ذوي الأصول الآسيوية و 0.6% من الأمريكيين الأفارقة و 1.6% من عرقين مختلطين أو أكثر.
بلغ عدد الأسر 3,323 أسرة كانت نسبة 27.9% منها لديها أطفال تحت سن الثامنة عشر تعيش معهم، وبلغت نسبة الأزواج القاطنين مع بعضهم البعض 40.2% من أصل المجموع الكلي للأسر، ونسبة 11.3% من الأسر كان لديها معيلات من الإناث دون وجود شريك، بينما كانت نسبة 5.0% من الأسر لديها معيلون من الذكور دون وجود شريكة وكانت نسبة 43.5% من غير العائلات. تألفت نسبة 36.6% من أصل جميع الأسر من أفراد ونسبة 15.5% كانوا يعيش معهم شخص وحيد يبلغ من العمر 65 عاماً فما فوق. وبلغ متوسط حجم الأسرة المعيشية 3.02، أما متوسط حجم العائلات فبلغ 2.28.
بلغ العمر الوسطي للسكان 39.8 عاماً. وكانت نسبة 22.7% من القاطنين تحت سن الثامنة عشر، وكانت نسبة 8.2% بين الثامنة عشر والأربعة وعشرون عاماً، ونسبة 25.5% كانت واقعةً في الفئة العمرية ما بين الخامسة والعشرون حتى والأربعة وأربعون عاماً، ونسبة 26.8% كانت ما بين الخامسة والأربعون حتى الرابعة والستون، ونسبة 16.7% كانت ضمن فئة الخامسة والستون عاماً فما فوق. وتوزع التركيب الجنسي للسكان بنسبة 47.5% ذكور و52.5% إناث.